# فيل بينبريج
فيل بينبريج (1958 - ) (بالإنجليزية: Phil Bainbridge)‏ هو لاعب كريكت بريطاني.

## وصلات خارجية
- فيل بينبريج على موقع إي آس بي آن كريك إنفو (الإنجليزية)